# Laura Pausini (альбом, 1993)
Laura Pausini — дебютный студийный альбом итальянской певицы Лауры Паузини, выпущенный 18 мая 1993 года на лейбле CGD Records (Warner).
После успеха в Италии, где было продано 400 000 копий, альбом был выпущен в Европе, Австралии и Японии. Продажи во всём мире превышают 2 млн копий.
Первый сингл с альбома «La solitudine» стал победителем 43-го музыкального фестиваля Сан-Ремо в категории «Новые голоса». Песня достигла первого места в итальянском сингловом чарте и позже стала международным хитом, достигнув вершины чартов разных европейских стран, в том числе Бельгии, Нидерландов и Франции.

## Список композиций
| №  | Название                      | Текст песни                        | Музыка                      | Длительность |
| -- | ----------------------------- | ---------------------------------- | --------------------------- | ------------ |
| 1. | «Non c’è»                     | Federico Cavalli, Pietro Cremonesi | Angelo Valsiglio, Cremonesi | 4:40         |
| 2. | «Mi rubi l'anima» (feat. Raf) | Cavalli                            | Valsiglio, Cremonesi        | 3:25         |
| 3. | «Dove sei»                    | Cavalli, Cremonesi                 | Valsiglio, Cremonesi        | 3:35         |
| 4. | «Baci che si rubano»          | Cavalli                            | Valsiglio, Cremonesi        | 4:25         |
| 5. | «Tutt’al più»                 | Roberto Casini                     | Valsiglio, Cremonesi        | 4:02         |
| 6. | «La solitudine»               | Cavalli, Cremonesi                 | Valsiglio, Cremonesi        | 4:04         |
| 7. | «Perchè non torna più»        | Cavalli                            | Valsiglio, Cremonesi        | 4:10         |
| 8. | «Il cuore non si arrende»     | Cavalli                            | Valsiglio, Cremonesi        | 4:40         |

## Чарты и сертификации

### Чарты
| Чарты (1993—1995)                              | Высшая позиция |
| ---------------------------------------------- | -------------- |
| Бельгия (Ultratop)                             | 1              |
| Нидерланды (MegaCharts)                        | 3              |
| Франция (SNEP)                                 | 35             |
| Италия (Musica e dischi)                       | 3              |
| Португалия (Associação Fonográfica Portuguesa) | 1              |

### Сертификации
| Регион | Сертификация | Продажи  |
| --- | ------------ | -------- |
| Аргентина (CAPIF) | Золотой      | 30 000^  |
| Бразилия (ABPD) | Золотой      | 100 000* |
| Франция (SNEP) | Золотой      | 100 000* |
| Нидерланды (NVPI) | Платиновый   | 100 000^ |
| Швейцария (IFPI Switzerland)                                                                                             | Золотой      | 25 000^  |
| * Данные о продажах приведены только на основе сертификации. ^ Данные о тиражах приведены только на основе сертификации. |              |          |